# 베요네스 열암

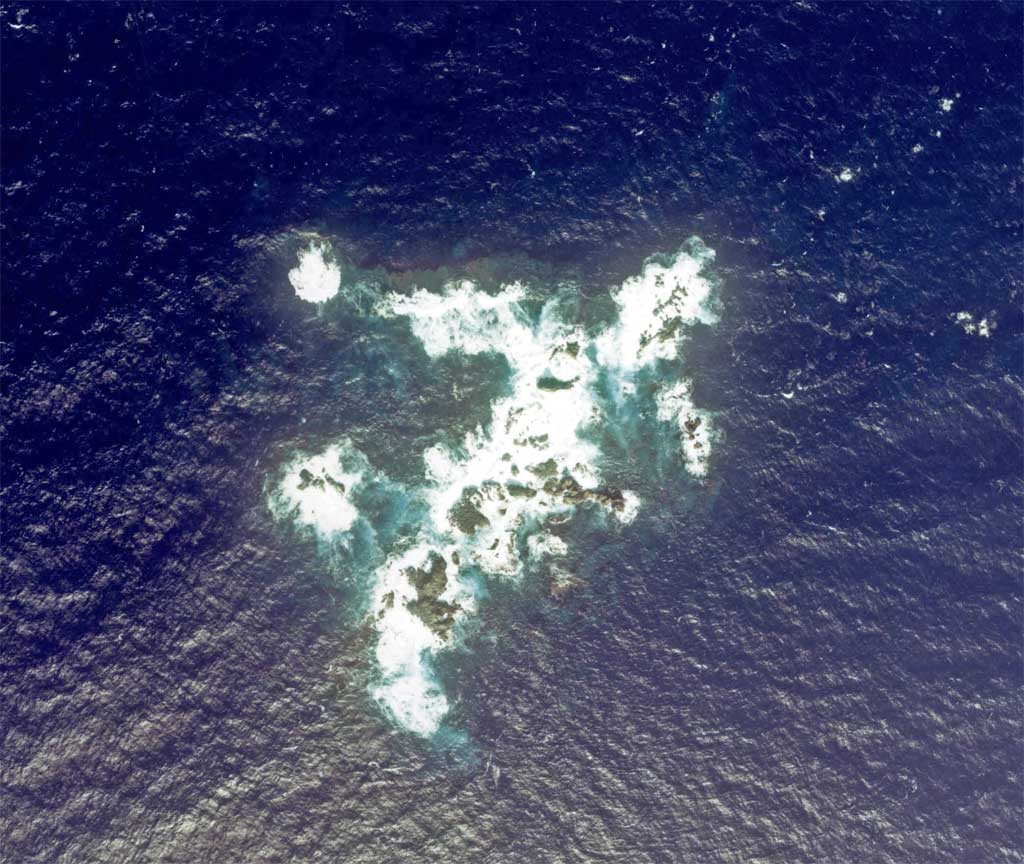

베요네스 열암(ベヨネース列岩)은 필리핀 해에 위치한 화산암군으로 도쿄에서 408km 남쪽으로 떨어져있다. 이즈 제도의 일부로 분류되며, 아오가섬의 남쪽이자 스미스섬의 북쪽에 위치한다. 프랑스의 코르벳선 베요네스(Bayonnaise) 호가 1846년 발견하였고, 사람이 살지 않는다.

## 지리
베요네스 열암의 바위들은 해저 화산 칼데라의 서쪽 능선의 노출된 부분인데, 이 수면 윗부분의 넓이는 약 0.01km2 정도이며 정상의 해발고도는 약 11m이다. 해당 칼데라의 화산은 관측 이후로도 여러 번 폭발하여 왔다. 가장 최근의 해저 폭발은 1988년에 일어났는데, 이로 인해 주변 바다를 변색시키도 했다.

## 같이 보기
- 이즈 제도